# Mel Goldberg
Pour les articles homonymes, voir Goldberg.
Mel Goldberg est un scénariste américain.

## Filmographie
- 1951 : Nash Airflyte Theatre (série télévisée)
- 1951 : Starlight Theatre (série télévisée)
- 1951 : L'Œuf et moi (The Egg and I) (série télévisée)
- 1951 : Tales of Tomorrow (série télévisée)
- 1951 : Studio One (série télévisée)
- 1952 : Suspense (série télévisée)
- 1953 : Danger (série télévisée)
- 1954 : Kraft Television Theatre (série télévisée)
- 1955 : Climax! (série télévisée)
- 1955 : General Electric Theater (série télévisée)
- 1956 : The United States Steel Hour (en) (série télévisée)
- 1957 : Overseas Press Club - Exclusive! (série télévisée)
- 1959 : Armstrong Circle Theatre (série télévisée)
- 1959 : Decoy (série télévisée)
- 1959 : Riverboat (série télévisée)
- 1960 : Thriller (série télévisée)
- 1961 : Adventures in Paradise (série télévisée)
- 1961 : The Untouchables (série télévisée)
- 1961 : Cain's Hundred (série télévisée)
- 1962 : The Nurses (série télévisée)
- 1962 : Naked City (série télévisée)
- 1963 : Saints and Sinners (en) (série télévisée)
- 1963 : The Dakotas (série télévisée)
- 1964 : East Side/West Side (série télévisée)
- 1964 : Mr. Novak (série télévisée)
- 1965 : La Grande Vallée (série télévisée) (The Big Valley) (série télévisée)
- 1966 : Run for Your Life (série télévisée)
- 1967 : Cimarron Strip (série télévisée)
- 1967 : Le Grand Chaparral (The High Chaparral) (série télévisée)
- 1968 : Hang 'Em High
- 1968 : Judd for the Defense (série télévisée)
- 1968 : Ranch L (Lancer) (série télévisée)
- 1968 : Hawaii Five-O (série télévisée)
- 1968 : La Nouvelle Équipe (The Mod Squad) (série télévisée)
- 1968 : Sur la piste du crime (série télévisée)
- 1969 : Le Virginien (The Virginian) (série télévisée)
- 1970 : The Young Lawyers (série télévisée)
- 1970 : Dan August (série télévisée)
- 1971 : Bonanza (série télévisée)
- 1974 : The Evil Touch (série télévisée)
- 1974 : Petrocelli (série télévisée)
- 1977 : Switch (série télévisée)
- 1978 : The Six Million Dollar Man (série télévisée)